# Всеобщая забастовка шахтёров на острове Ванкувер
Великая забастовка шахтёров на острове Ванкувер (англ. The Great Vancouver Island Coal Strike) — одна из крупнейшей стачек, произошедших в Британской Колумбии. Забастовка началась 17 сентября 1912 года из-за незаконного увольнения Оскара Моттишоу. Компания Canadian Collieries закрыла доступ к шахтам, и наняла китайских, британских и американских штрейкбрехеров. Остальные капиталисты острова, Роберт и Джеймс Дансмьюир последовали примеру, установленному вышеупомянутой компанией. К весне 1913 года к забастовке присоединилось около 3 500 шахтёров. Забастовку организовал американский профсоюз «Объединённые шахтёры Америки» (англ. United Mine Workers of America). Летом компания Vancouver and Nanaimo Coal уладила трудовой конфликт со своими рабочими, однако данное соглашение имело место до массовых беспорядков в шахтёрских городах. Забастовка была жестоко подавлена, поскольку правительство Британской Колумбии направило на остров 1 000 ополченцев, и многие шахтёры провели следующую зиму за решёткой. Невозможность профсоюза выплатить своим работникам пособие в период забастовки, начало Первой мировой войны положило конец героической борьбе ванкуверских рабочих.
Считается, что недостаточная организованность пролетариата острова Ванкувер породила множество трудностей в их борьбе с реакционной буржуазией. Структурная разобщённость рабочих позволила хозяевам быстро найти штрейкбрехеров. Довольно успешную классовую борьбу с рабочими вела компанию Canadian Colliers, крупнейшее производственное объединение острова. Ухудшение положения профсоюзной организации и самих стачечников принудило рабочих вождей пойти на «расширение» стачки за счёт шахтёров Нанаймо и на дальнейшую непримиримую борьбу против капиталистических эксплуататоров. Эти решения в итоге сильно ослабили местную экономическую организацию рабочих, побудив некоторых стачечников вернуться к работе, однако оставшиеся герои-рабочие продолжали сопротивление до 1914 года.
Если Vancouver and Nanaimo Coal Company, самая слабая из компаний, подчинилась требованиям забастовщиков, то компании Western Fuel и Pacific Coast Coal не пошли на соглашение со своими рабочими, приготовляя для возобновления работы на шахтах контрреволюционные банды штрейкбрехеров. Действия этих компаний вызвали отчаянное сопротивление против прибывающих в Нанаймо констеблей 13 августа, и против штрейкбрехеров в ночь на 12-13 августа в Ледисмите и в Саут-Веллингтоне и в ночь на 13-14 и 14-15 августа в Экстеншне. В связи с обострением классовой борьбы на острове утром 14 августа на остров было введено ополчение. Множество рабочих было задержано.
Стачка продолжалось ещё год в Камберленде и Нанаймо. 15 августа рабочие и капиталисты пришли к соглашению: профсоюз не был признан, однако дискриминация его членов была запрещена.

## Предыстория стачки

### До 1903 года
Угольные компании острова Ванкувер не признавали никаких независимых рабочих ассоциаций, исключая «профсоюзы компании». Семья Дансмьюиров контролировала значительную часть шахт острова (Веллингтон, Камберленд и Экстеншн). Дансмьюиры, как и все угольные магнаты острова, не признавали никаких профсоюхов. Все попытки создать сильную и независимую профсоюзную организацию, объединяющую шахтёров, предпринятые «Ассоциацией по защите шахтёров и работников шахт» и «Соединенными шахтёрами Америки» в 1890-е годы окончились полным провалом. Неорганизованность рабочих была причиной их крайней нищеты, ужасающей эксплуатации. На шахтах техника безопасности соблюдалось очень плохо. В добаок к этому конкуренцию «западным» рабочим составляли рабочие с Востока. Исходя из своего горького опыта, шахтёры понимали, что их проблемы может решить международная профсоюзная организация.
Шахтёры Веллингтона основали «Ассоциацию взаимопомощи и взаимозащиты» в 1877 году. Однако стачку 1883 года эта организация не пережила. В 1891 году была признана первая профсоюзная организация на острове. Тогда капиталистический приказчик С. Робинс, управляющий компании New Vancouver Island Mining and Land Company, владеющей шахтами Нанаймо, подписал соглашение с «Ассоциацией по защите шахтёров и работников шахт». Будучи основанным в 1890 году, этот профсоюз успеха на острове не добился. Интернациональные профсоюзы имели ещё меньше успеха. Отделение «Рыцарей труда», основанное в Нанаймо, некоторое время существовало в этом населённом пункте.
Капиталисты острова активно эксплуатировали труд азиатских рабочих. Впервые китайских рабочих владельцы наняли в 1867 году в Нанаймо. Тогда хозяева устроили локаут своим рабочим в семь недель. Китайцы согласились работать за один доллар в день. Стачечники неохотно согласились на присутствие азиатов на поверхности шахты. В 1870-х гг. капиталисты острова эксплуатировали большое количество китайцев, уплачивая им намного меньше, чем «белым» рабочим. Обычно китайцы загружали уголь в вагонетки и доставляли их до поверхности. В 1877 в законном порядке дети-шахтёры были уволены. Вместо детей были наняты китайцы.
В первой половине 1880-х годов Роберт Дансмьюир нанял для каждого белого шахтёра по одному помощнику-китайцу на шахте Уэст-Уэллингтон. Похожие порядки появились и в Нанаймо. В 1883 году шахтёры Веллингтона, недовольные теми грошами, которые они получали, устроили забастовку. Тогда Дансмьюир нанял китайцев, чтобы заменить забастовщиков. С помощью штрейкбрехеров-китайцев Дансмьюиру удалось подавить стачку. Потерпев поражение, рабочие решили изгнать китайцев с шахт. Их беспокойство особенно усилилось из-за огромного количество безработных землекопов-китайцев, которых стало особенно много из-за завершения строительства Канадской Тихоокеанской железной дороги.
Выдворение китайцев было ключевым элементом стачечной борьбы ванкуверских горняков. В 1888 году шахтёры, работающие в Нанаймо, заставили New Vancouver Coal Mining and Land Company и веллингтоновскую Robert Dansmuir and Sons убрать китайцев с шахт. Шахтёры европейского происхождения обвиняли китайцев во взрывах, произошедших в Нанаймо в 1887 году и и в Веллингтоне в 1888 году. По мнению шахтёров, некомпетентность китайских работников была причиной взрывов.

### 1903
В 1903 году Камберленд, Нанаймо и Экстеншен были охвачены стачками. Стачка в Нанаймо длилась десять дней: конфликт между трудом и капиталом возник на почве введения в эксплуатацию нового светильника, из-за которого рабочим, спускающимся в шахту с рудничными лампами, перестали выплачивать 25-процентное пособие. Когда требования были удовлетворены, шахтёры снова приступили к работе. Стачки в Камберленде и Экстеншене были менее успешными для шахтёров. Во всех вышеупомянутых случаях активную роль играла Западная Федерация шахтёрских профсоюзов, однако профсоюз не признали в этой местности, и действия этой организации были осуждены в отчёте крайне реакционной Королевской комиссии.
В апреле 1903 года была сформирована Королевская комиссия по подавлению борьбы рабочих.
В течение мая 1903 Королевская комиссия по трудовым вопросам занималась урегулированием трудового спора между капиталистическими эксплуататорами и представителями трудового народа, согласно официальным правительственным данным, к которым нужно относиться критически, поскольку источник данного абзаца — брошюра Прайса, невежды, капиталистического приказчика и тупой скотины. Комиссия заседала две недели в Виктории. Какое-то время прозаседавшиеся находились в Нанаймо и Экстеншене. Согласно тому же проправительственному источнику, все свидетели были опрошены под присягой. Все стороны, по данным правительства, большую часть времени были представлены адвокатами.
По мнению комиссии, представлявшей интересы капиталистов, стачки в Экстеншене и в Ледисмите были организованы в угоду котерии, которая сознательно или несознательно стала марионеткой в руках профсоюзных "диктаторов" из США, которые не находятся в подчинении законодательства доминиона и которые не держат ответа перед "местными жителями", контроль над которыми эти "диктаторы" имеют. В отношении профсоюза и стачки в Камберленде, комиссия заявила, что после появления ячейки Западной федерации шахтёров ряд профсоюзных активистов было уволены из угольной компании. Это капиталистическое скотство не имело открытой формы, поскольку представители капитала просто не дали им новых участков, тогда как на старых участках работа закончилась. По мнению комиссии, стачка в Камберленде была своего рода знаком солидарности с шахтёрами Ледисмита. Комиссия заявила, опираясь на свои нелепые домыслы, что стачка была подготовлена заговорщиками из американского профсоюза шахтёров. Активисты из профсоюзного отделение № 177 в Нанаймо обвинялись продажными членами комиссии, лакеями врагов трудящихся масс, в агитации шахтёров острова. По мнению коррумпированной комиссии, профсоюзные активисты Нанаймо призывали рабочих острова к массовой стачке. Новые профсоюзы, по убеждению членов комиссии, были распространителями идей научного социализма в среде рабочего класса. Эти передовые профсоюзы учили рабочих тому, что классовые противоречия между рабочими и капиталистами может разрешить только свержение власти капиталистов. За попытку организовать сильные профсоюзные организации на острове натолкнулись на противодействия Дансмьюра, местного рабовладельца и удушителя свободы, одного из самых жестоких эксплуататоров острова. Он не допустил своих шахтёров до работы, поскольку они присоединились к американскому «радикальному» профсоюзу.
По утверждению комиссии, за день до стачки рабочих уведомили о созыве собрания. Собрание было проведено в воскресение. Цель собрания указана не была, по мнению буржуазных борзописцев. Один из симпатизирующих профсоюзу работников стал председательствовать, призвав профсоюзного активиста из Западной федерации профсоюзов, выступить перед рабочими, как утверждают враги трудового народа. Хотели выдвинуть без предварительного обсуждения на рассмотрение собравшихся рабочих резолюцию, согласно которой на острове должно было открыться отделение Западной федерации, однако один из подлых предателей встал, предложив этого не делать. Шахтёр считал, что забастовка в Ледисмите никакого отношения не имеет к забастовке в Камберленде. Эту резолюция поддержали все предатели. Другой шахтёр заявил, что нужно оставить это дело до следующей недели, поскольку его нужно хорошенько обдумать.
Согласно сугубо ложным данным правительства Канады, долгое время на острове Ванкувер отсутствовала стачечная борьба, хотя в 1903 рабочие Камберленда, Экстеншна и Нанаймо приостановили работу, поскольку этим шахтёрам на четверть убавили зарплату. Представители капитала оправдывали наглое ограбление трудящихся масс введением более дорогих светильников. Забастовка началась 16 февраля, и закончилась 26 февраля. Работники возобновили работу после десяти дней забастовки, как только им восстановили прежние зарплаты. Стачки в Экстеншне и Камберленде были очень крупномасштабными, однако положительных результатов, по мнению лживого буржуазного правительства, они не принесли. Во всех этих забастовках принимала участия Западная федерация профсоюза шахтеров, действия которых были строго осуждены канадским правительством.
Единственной серьёзной профсоюзной организацией шахтёров являлся вышеупомянутый американский профсоюз. Со времени окончания трудового спора 1903 года тред-юнионизм на острове был в упадке: существовало несколько местных организаций и одно или два отделения «Соединённых шахтёров Америки», однако они пришли в упадок к преддверию стачки. В конце 1910 в Ледисмите и Камберленде образовалась местная профсоюзная организация под названием «Канадская федерация шахтёров». Капиталисты преследовали тех рабочих, которые посмели присоединиться к этой профсоюзной организации. Есть информация, что работники компаний призывали профсоюзную организацию «Соединённые шахтёры Америки» основать отделения на острове. В июне 1911 года товарищ Фаррингтон, представитель руководства этого профсоюза, посетил остров. После посещения было принято решение об основании отделений американского тред-юниона на острове Ванкувер, однако организация росла очень медленно: особенно плохо тред-юнионизм приживался в Нанаймо.
За двадцать восемь лет до стачки 1912 года 373 человека было убито в шахтах на острове Ванкувер из-за взрывов светильного газа. В Саут-Веллингтоне —83, в Нанаймо — 180, Экстеншн — 50 и 69 в Камберленде. Последний взрыв произошёл в Экстеншне в 1909 году. Однако, согласно акту об устроении угольных шахт, который был издан в 1911 году, шахтёров надлежало эвакуировать из тех мест, в которых обнаруживали угольный газ. Согласно закону, предписывалось привлекать специалистов, которые с предохранительной лампой должны были изучать опасные участки, и, рабочие не должны были допускаться в опасные места, исключая те случаи, когда их официально спрашивают о самом опасном участке. Рабочие время от времени имели право посылать одного или двух своих представителей за свой счёт, чтобы признать официально, согласно вышеупомянутому закону, что шахта является опасной для здоровья. После инспектирования предписывалось составлять отчёт, который должен был вноситься в специальную книгу, которая должна была быть на каждой шахте. Если рабочие обнаруживали опасность, то им предписывалось в срочном порядке посылать копию составленного отчёта инспектору округа. Если шахтёры не выбирают одного или двух рабочих инспекторов, то это обязан делать главный инспектор. В таком случае владелец шахты обязан был вычесть необходимую сумму из зарплат рабочих, чтобы заплатить рабочим инспекторам. Согласно тому же законодательному акту, если кто-либо будет мешать инспектированию опасных участков, тому грозит тюремное заключение до трёх месяцев, если суд сочтёт штраф недостаточной мерой наказания. Однако на практике деятельность специалистов, которые признавали определённые участки небезопасными оставляли шахтёров совершенно безработными, поэтому последние решили присоединиться к профсоюзу под названием «Объединённые шахтёры Америки». Шахты Британской Колумбии были известны в Канаде как «самые опасные в мире». С 1879 по 1917 в них погибло 879 местных рабочих.

### 1904
В декабря 1904 года в Нанаймо было организовано местное отделение профсоюза «Объединенное братство шахтёров Америки».

### 1905
В 1905 году произошёл ещё один конфликт между рабочим классом и реакционной империалистической буржуазией. Конфликт касался того, что шахтёры должны были за свой счёт добираться до работы. Аргументом капиталистических эксплуататоров и врагов трудового народа было выполнение местного закона, ограничивающего подземную работу восьмью часами.

### 1909
В 1909 году на парламентских выборах социалисты потерпели поражение. Социалистами в новом парламенте были Джеймс Хёрст Хоторнтуэт и Паркер Уильямс. Места остальных социалистов заняли консерваторы, представители врагов трудового народа.
В 1909 в Экстеншене произошёл взрыв на шахте. Погибло 32 шахтёра. 

### 1911
В 1911 году Дж. Хаутенуэйт, социалист, депутат парламента Британской Колумбии, выдвинул законопроект, наделяющий шахтёров правом самим проверять содержание газа в шахтах. Законопроект был принят.

### 1912
От Нанаймо и Ньюкасла в местный парламент были выбраны социалисты в начале 1912 года. Депутатом от Нанаймо был Джон Плейс. Ньюкасл, который включал в себя Саут-Веллингтон и Экстеншн представлял Паркер Уильямс. Огромную поддержу имел рабочий кандидат в Камберленде, что, по мнению Джека Каваны, предвещало появление ещё одного рабочего депутата в местном законодательном органе. В целом парламент Британской Колумбии имел крайне контрреволюционное большинство.
1 июня 1912 года местные ячейки американского профсоюза известили капиталистических эксплуататоров, что они хотели бы обсудить с рабовладельцами зарплаты наёмных рабов и их благосостояние вообще, однако капиталисты ответили, что будут вести переговоры только с самими работниками или с их уполномоченными.
15 июня 1912 года Исаак Портри и Оскар Моттишоу, члены социалистического профсоюза, рабочие инспекторы, проверяющие безопасность шахт, согласно акту от 1911 года, сообщили, что обнаружен газ на шахте № 2 в Экстеншене. Это сообщение поступило к инспектору по шахтам, который подтвердил полученную информацию в июле 1912 года. Вскоре после опубликования отчёта Моттишоу работы ему не дали, поэтому сам он покинул Экстеншен и позднее прибыл в Камберленд, где получил работу от подрядчика на одной из шахт. Через некоторое время подрядчик получил уведомления от управляющего компанией, что Моттишоу должен быть уволен. Подрядчик стал противиться этому решению, однако руководство Canadian Collieries (Dunsmuir), Ltd. настояло на своём.  После некоторого пребывания здесь Моттишоу и Портри были уволены по приказу начальства.
Р. Хендерсон, управляющий шахтой, на которой работал Моттишоу, оправдывал увольнение тем, что Оскару Моттишоу выплачивалась слишком большая зарплата: вместо 2, 86 $ в день ему платили 3,5$. Демагогия Хендерсона прикрывала борьбу компании против интернационального профсоюза, активным членом которого был Моттишоу.
15 сентября шахтёры компании Canadian Collieries (Dunsmuir), Ltd. провели массовое собрание в Камберленд-холле, на котором решили взять на следующий день выходной, чтобы разобраться в ситуации.
Рабочие были очень недовольны поведением капиталистов. Они назначили комиссию, которая должна была спросить капиталистических приказчиков, на каком основании были уволены Моттишоу и Портри. Однако руководство дважды отказывалось говорить с рабочими, поэтому шахтёры приостановили работу в понедельник 16 сентября 1912 года, чтобы заставить обнаглевшее начальство отчитаться перед трудовым народом. На собрании в понедельник рабочие решили отправить третью делегацию к управляющим, однако она ничего не добилась.
17 сентября 1912 года шахтёры увидели на шахтах уведомление: они должны были забрать орудия труда из шахты, поскольку единственным условием работы является подписание контракта, согласно которому шахтёры обязаны работать на старых условиях. В начале забастовки в ней приняли участие около 3 000 шахтёров.

## Ход стачки

### 1912

#### Сентябрь
Рабочие азиатского происхождения прекратили работу вместе со всеми остальными. Никто не вышел на работу, исключая газомерщиков, которые были обязаны держать шахты в исправном состоянии.
Самая первая остановка работы произошла 16 сентября 1912 года в шахте под названием Комокс в Камберленде. За прекращение работы в Камберленде проголосовали две трети от числа всех «западных» рабочих. Два дня позже к стачке присоединились рабочие Экстеншна и Ледисмита. Здесь за стачку также выступила большая часть «западных» рабочих. В организации «акции поддержки» ключевую роль играла местная ячейка профсоюзной организации, которая вечером 15 сентября одобрило решение рабочих о проведении массового собрания и назначения переговорной комиссии. Эти «выходные дни», согласно плану рабочих, должны были длиться до тех пор, пока местный профсоюзный активист не будет восстановлен на своём рабочем месте. Однако позже руководство американского профсоюза заявило, что "выходно"  они планировали только один, но из-за локаута им пришлось вести борьбу с капиталом.
Министр труда Канады узнал о стачке 19 сентября из газеты. Он счёл стачку незаконной, поскольку, согласно Акту о расследовании трудовых споров 1907 года, стачечники должны были за 30 дней до начала стачки уведомить руководство компаний о своих планах. Руководство Canadian Collieries заняло аналогичную позицию по этому вопросу.
20 сентября Макаллистер, секретарь местного отделения американского профсоюза, написал министру труда, представлявшему интересы эксплуататоров, что стачка не объявлена на шахтах Камберленда. В письме к буржуазному министру секретарь тред-юниона сообщил, что против профсоюзных активистов местная буржуазия оказывает сильное давление
Долгое время продолжались споры о том, называть ли обострение классовой борьбы между рабочими и капиталистами стачкой или нет.
Поскольку стороны конфликты не призывали органы власти к разрешению конфликта, стачка продолжалась.
Центральное руководство американского профсоюза шахтёров поддержало стачку, и спустя несколько недель после начала забастовки оно организовало пособия стачечникам, состоящим в профсоюзе.
Шахтёры воспользовались этим вынужденным выходным днём, чтобы дождаться решения. 21 сентября 1912 года председатель местного отделения американского профсоюза шахтёров Р. Фостер спросил у министра по делам шахт, премьер-министра Макбрайда, что руководство собирается сделать в отношении Моттишоу, который исправно выполнял свои обязанности, как это предписывает закон. Политическое руководство ответило, что инцидент ими будет рассмотрен. Позже премьер-министр сообщил Р. Фостеру, что вмешиваться не будет.
Около 24 сентября в Камберленд прибыло десять или двенадцать специально уполномоченных полицейских. До их прибытия «белые» шахтёры имели доступ в Азиатский квартал, однако доступ был заблокирован. По странному совпадению вышло так, что реакционные жандармы окружили китайский квартал, и у китайцев появилось желание вернуться к работе. До окружения у китайских рабочих не было Считается, что полицейские вместе с господином Колсоном подходили к каждому китайцу-шахтёру, угрожая депортацией.
30 сентября было послано сообщение в министерство труда в Оттаву, однако ответа не получили.

#### Октябрь
3 октября министру труда Канады была послана официальная телеграма, подписанная Фостером, председателем местного отделения американского профсоюза, и секретарём Макаллистером. В письме излагалось существо проблемы.
В октябре 1912 года возобновилась работа шахт в Камберленде, поскольку на работу вышли рабочие азиатского происхождения, штрейкбрехеры и стачечники, предавшие рабочее дело. Работа шахт была налажена настолько успешно, что в начале 1913 года добыча угля увеличилась на 7 %. В январе 1913 года в некоторой степени заработали шахты в Экстеншене.
В том же месяце председатель американского профсоюза Фостер обратился к компаниям с просьбой о встрече. Он считал, что капиталисты должны признать «Объединённых шахтёров Америки», однако капиталисты и в этот раз проигнорировали предложения профсоюза.
Несмотря на то, что в Камберленде было очень спокойно, туда прибыло 100 пеших и 20 конных полицейских. В то же время рабочие в Экстеншене и Ледисмите собрались для обсуждения насущных вопросов. Через некоторое время выяснилось, что к шахтам они не допускаются, и к началу октября абсолютно всем забастовщика работы не давали. Капиталисты попытались завезти штрейхбрехеров на шахты, но успеха они не добились.
Жестокие эксплутаторы и угнетатели рабочего класса из Canadian Colliers сделали одну или две жалкие трусливые попытки завезти на остров штрекбрейхеров. Однако успеха они не добились.
В это время против стачечников буржуазные журналисты, эти продажные шкуры, развернули грязную компанию. В Камберленде был отпечатана мерзостная листовка «Островитянин», в которой в самой грубой, нелепой и безграмотной форме поносились шахтёры. Лживая буржуазная пресса распространяла слухи о том, что стачечники собираются взорвать железнодорожный мост, однако рабочим, согласно этой лживой и грубой пропаганде, не удалось это сделать, потому что динамит был заморожен. Буржуазные газетчики сами скомпрометировали себя своею же чрезвычайной невнимательностью. Ими было якобы обнаружено, что рабочие приготовили 100-ярдовый запал, хотя запалы никогда такими длинными не изготавливаются, так как фитиль горит со скоростью один фут в минуту.

### 1913
В январе 1913 года исполком федерации труда Британской Колумбии имел встречу с премьер-министром и его кабинетом. На этой встречи исполком настаивал на том, чтобы он организовал встречу между рабочими и работодателями. Премьер дал формальный ответ. Позже председатель федерации труда Сиверс написал ему письмо, однако определённого ответа последний не дал.
На сессии парламента Британской Колумбии 1912—13 социалист Паркер Уильямс выдвинул предложение о создании специальной комиссии, которая занялась бы расследованием локаута. По мнению Уильямса, расследование должен был возглавить  Джон Плейс. Однако это предложение было отвергнуто абсолютным большинством.
В это время угольная компания Canadian Collieries, Ltd. завезла на шахты в Камберленд штрейкбрехеров-китайцев. Была попытка завезти «белых» шахтёров, но успеха она не имела. В это время шахтёры на закрытом заседании решили объявить всеобщую забастовку шахтёров на острове, чтобы заставить власть вмешаться и провести расследование. Никакой определённой даты для объявления забастовки шахтёры не выбрали, поскольку считали, что нужно сначала исчерпать все мирные средства борьбы. Вечером 30 апреля 1913 года было решено издать памфлет с призывом к всеобщей забастовке.
Профсоюз в Нанаймо был очень маленьким, поскольку компания Western Fuel имела разветвлённую шпионскую сеть, поэтому одно упоминание рабочей организации было поводом для увольнения. Общим интересом рабочих Нанаймо было избавление от этого чувства недоверия, и призыв к забастовке был весьма кстати. На собрании рабочих в театре Принцессы 1 мая они выслушали краткий рассказ всего случившегося. Было принято решение объявить забастовку, хотя процедуры голосования не было.
Узнав о забастовке, господин Стокетт, управляющий компанией Western Fuel, объявил о решении закрыть шахты 2 и 3 мая, чтобы позволить наёмным работникам проголосовать по вопросу о забастовке. Считалось, что в случае официального нежелания рабочих принимать участия в забастовке, сама начатая забастовка провалится. Среди противников стачки были клерки и подкупленные рабочие, которые встретились с 900 шахтёрами в ночь на 2 мая. Только 85 человек выступали за возобновление работы. Однако председатель собрания отложил принятие решения, чтобы проголосовать согласно букве закона в здании суда на следующий день. 3 мая 478 шахтёров из 2000 рабочих, шахтёры из Нанаймо, Джингл-Пот, Саут-Веллингтона, проголосовали за забастовку. 33 работника высказались против. Высказались против в основном клерки, плотники и все те работники, которые не работали непосредственно на шахте.
Во время забастовки 95 % рабочих, не состоявших в профсоюзе, присоединилось к нему. Угольная компания Pacific Coast Coal осталась без рабочих в Саут-Веллингтоне. В районе Нанаймо добыча угля была полностью остановлена. В общей сложности к забастовке присоединилось коло 2 500 шахтёров. 1 мая 1913 все шахты острова перестали работать в штатном режиме из-за всеобщей забастовки. Целью всеобщей стачки, организованной центральным руководством американского международного профсоюза, было прекращение поставок угля с острова.
В Ледисмите, около того места, где расположены шахты Экстеншна, на которые работали некоторые штрейкбрехеры, были предприняты различного рода попытки спровоцировать стачечников на нарушение порядка, чтобы полиция могла задержать стачечников.
1 мая капиталисты устроили демонстрацию штрейкбрехеров в центре Ледисмита. Штрейкбрехеры пришли с шахт Экстешена. Эта неудачная попытка спровоцировать стачечников на конфликт вызвала такое отвращение у начальника местной полиции, что тот подал в отставку, хотя ему оставалось до пенсии 2 года.
Объявление всеобщей стачки создало множество трудностей для американского профсоюза, поскольку в члены профсоюза пришлось записать очень многих стачечников, ранее в нём не состоявших, и, разумеется, пришлось выплачивать пособие всем рабочим, поддержавших стачку.
В Камберленде полиция запугивала местное население. Женщины не могли выйти из дома без сопровождения, поскольку они могли быть подвергнуты насилию со стороны правоохранительных органов. К 14 мая 1913 года ситуация в регионе настолько обострилась, что Р. Фостер передал премьер-министру Британской Колумбии ноту протеста против насилия присланной полиции. Премьер ответил, что он уверен в добропорядочности начальника полиции, что его вмешательство совершенно не требуется.
В начале июля министр труда Кротерс решил посетить остров, чтобы разобраться в ситуации. Рабочие надеялись на его справедливость, поскольку он, будучи представителем доминиона, не нахватался взяток от местных капиталистов. В Ванкувере его встретил господин Фаррингтон, профсоюзный активист и один из организаторов стачки, который наиболее подробно обрисовал ситуацию, поскольку в 10:00 Кротерс должен был отправиться к Макбрайду в Викторию. Во время своего пребывания среди шахтёров самым примечательным фактом являлось отсутствие времени на общение с рабочим классом. Во время своего пребывания на острове Ванкувер Кротерс очень поверхностно изучил ситуацию на шахтах, высказав очевидное пренебрежение словами рабочих, которых он, по всей видимости, считал лжецами, поскольку он часто повторял, что он не верит услышанному. В Саут-Веллингтон его очень долго ждали рабочие, однако он не смог удовлетворить их, хотя он и был в состоянии провести два часа в конторе угольной компании. В Нанаймо он упрекал рабочих за то, что те организовали забастовку. Остальную часть своего бездарного и безграмотного выступления он посвятил восхвалению местного депутата-консерватора. За время своего присутствия на острове он потратил около 20 % времени на рабочих. Остальное же время он провёл в разговорах со штрейкбрехерами и капиталистическими прихвостнями и врагами трудового народа. Когда ему сказали, что большинство людей, приступивших к работе во время забастовки, он не поверил этому. После чего Роберт Фостер попросил сформировать независимую комиссию по расследованию, членом которой, согласно проекту Фостера, должен стать министр труда, заявив также, что если стачечники могут ответить на вопросы в порядке, предусмотренном законодательство, то стоит возвращаться к работе. Предложение Фостера рассмотрено не было.
Кротерс сопровождал мистер Сэмюэль Прайс, позже опубликовавший официальный доклад, содержащий показания штрейкбрехеров и прочих капиталистических прихвостней.

#### Июль
Забастовка очень затянулась, так как реакционная буржуазия острова неоднократно предпринимала попытки нанять штрейкбрехеров. Эти попытки поддерживались полицейскими, которые открыто выступали в качестве посредников между капиталистами и предателями. Капиталисты наняли таких подлых штрейкбрехеров, которые стали оскорблять женщин на улице. Двух женщин оштрафовали за то, что они ответили одному штрейкбрехеру, назвав штрейкбрехера "коростой". Однако самому предателю полицейские разрешили оскорблять женщин. 16 июля 1913 года бастующие рабочие Камберленда получили уведомление о том, что начальник штрейкбрехеров по имени Кейв придёт к бастующим, чтобы их наказать. В субботний вечер 19 июля 1913 года бастующие шахтёры встретились со 15 штрейкбрехерами под предводительством Кейва. Группа штрейкбрехеров в этот день получала зарплату в Canadian Colliers. Эта самая группа решила очистить город от стачечников, поэтому стачечники организовали свою демонстрацию против предателей. Предатели оскорбляли бастующих рабочих, что вызывало негодование у последних. Кейв заявил участникам забастовки, что они должны подойти к нему и сразиться с ним. Однако рабочие проигнорировали заявления штрейкбрехеров. Через некоторое время в конце улицы один из кейвовских бандитов ударил одного из шахтёров, поэтому началась потасовка. По другим сведениям, драка началась из-за того, что Кейв оскорбил женщину. Оба были задержаны, поскольку в происходящее вмешались пятнадцать конных полицейских, вызванных Клинтоном, главным бухгалтером Canadian Colliers. Кейв со своими подчинёнными стал отступать, осыпая революционных рабочих угрозами. Когда он осыпал рабочих угрозами, молодой рабочий Рейнольдс, которой в общей сложности весил меньше Кейва на 15 фунтов, подошёл к нему, спросив, имеет ли тот огнестрельное оружие. Кейв ответил, что ему не нужно оружие, чтобы расправиться с такими отбросами, как бастующие. Тогда Рейнольдс ударил Кейва правой, и тот упал на колени. Полицейские разняли обоих, арестовав как Кейва, так и Рейнольдса, однако через несколько минут они отпустили Кейва. Этот эпизод очень сильно разозлил революционных рабочих, которые с ещё большим упорством стали оттеснять штрейкбрехеров обратно к зданиям, принадлежащим местной угольной компании.
Неделю спустя были арестовано шесть стачечников. В их числе был местный профсоюзный деятель Джо Нейлор, который пытался убедить рабочих, не поддаваться на провокации кейвовцев. Кэмпбелл, новый мэр Камберленда, приказал арестовать Кейва. Позже состоялся суд над ним, но 5 сентября 1913 года его оправдали, что вызвало негодование у местных.

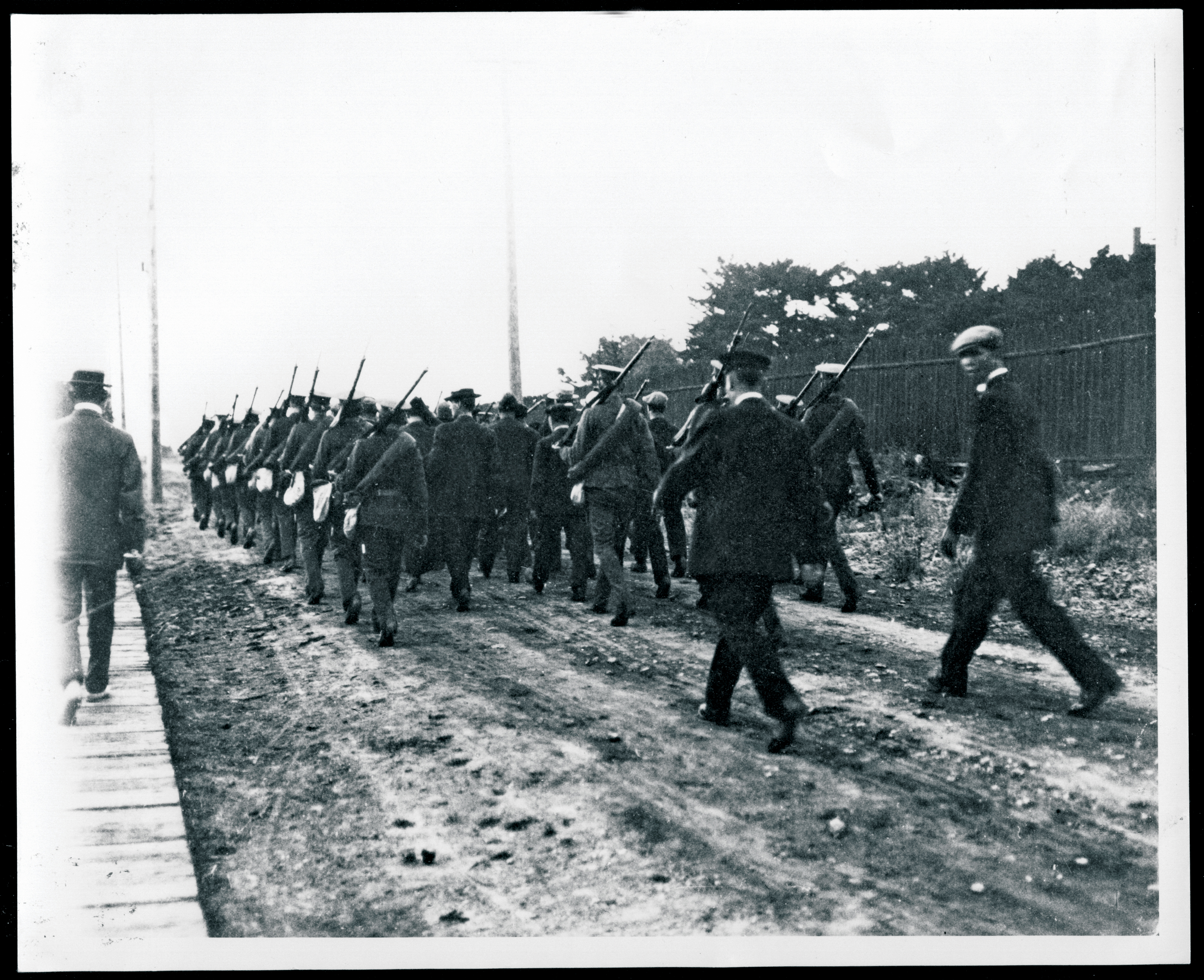
Войска сопровождают штрейкбрехеров. 1913 год

В том месте, где правительственная дорога покидает город и пересекает собственность компании был расположен дом  главного бухгалтера компании и американского консула господина Клинтона. В этом месте был выстроен наряд конной и пешей полиции, чтобы предотвратить дальнейшее продвижение бастующих шахтёров. Когда разгорелся спор между рабочими и полицейскими, господин Клинтон выбежал из дома с призывами затоптать, утопить и расстрелять рабочих, поскольку они не достойны жить. После кратковременной паузы шахтёры разошлись.
23 июля 1913 года было совершена попытка взрыва моста через реку Трент, который расположена в шести милях от Камберленда. Через этот мост проходили грузоперевозки угольной компании Canadian Colliers. Повреждения, нанесённые мосту, оказались незначительными. Полиция стала подозревать стачечников, которые работали на дороге, в попытке взорвать мост, поэтому местная полиция запросила подкрепление. Словам полицейских не верил даже мэр камберленде, который писал в своём отчёте, что шахтёры воспринимают это обвинение как шутку.
Присутствие "специальной" полиции на острове очень раздражало шахтёров, поскольку эти отряды, являющиеся канадским аналогом казаков, добровольческих частей полиции, не носили форму, вели себя непотребно.

#### Август
Ранее стачечники ограничивались сугубо проведением массовых демонстраций на улицах шахтёрских поселений. В Камберленде, по словам сетного начальника полиции, за рабочими обыкновенно следовала огромная масса, состоящая из мужчин, женщин из детей. Обычно масса, выкрикивающая лозунги в поддержку стачки, играющая на музыкальных инструментах, совершающая действия, нарушающие гробовую тишину, насчитывала около пяти тысяч человек.
После прекращения работы шахт в Нанаймо, подобного рода демонстрации усилились, поскольку отношения между местными угольными магнатами и шахтёрами резко обострились. Материальное положение шахтёрских семей ухудшалось с каждым днём, поэтому многие рабочие семьи покинули остров. Угольные компании вступили в период рецессии во время забастовки, поэтому их руководство не могло предоставить работу большому количеству штрейкбрехеров. На шахтах увеличилось количество рабочих-азиатов..
Сами компании стремились нанять штрейкбрехеров отовсюду. К концу июля 300 штрейкбрехеров приехали на работу на остров Ванкувер. Среди этих рабочих были англичане и американцы. Несмотря на то, капиталисты Ванкувера скрывали от штрейкбрехеров тот факт, что огромные массы рабочих бастуют, представителям местного профсоюза иногда удавалось информировать этих рабочих, и некоторые отказывались работать. Тех штрейкбрехеров, которые согласились работать, разместили в тех домах, из которых выселили стачечников. Предателей охраняла полиция, численность которой была увеличена до 200 человек.
Две недели спустя несколько участников забастовки было арестован среди них был профсоюзный лидер Джо Нейлор. Арестованных рабочих обвинили в незаконном сборище в ночь на 19 июля. Кейв со своими сообщниками, будучи буржуазными провокаторами, арестованы не было. Арестованных рабочих не отпустили под залог. В остальных местах всё было более-менее спокойно, хотя штрейкбрехеры повсюду вооружались. Почему они вооружались, никто не знал кроме капиталистов. Стачечники были возмущены тем, что капиталисты наполнили Саут-Веллингтон и Экстеншн предателями-штрейкбрехерами. В Саут-Веллингтоне полицейские особенно усердно прислуживали компании. Киллам, один из этих полицейских, угрожал рабочим, которые задавали вопросы про штрейкбрехеров.
Вечером 9 августа 1913 года, когда два бастующих шахтёра, проживающих в Ледисмит, возвращались домой, они натолкнулись на четверых штрейкбрехеров-итальянцев, которые напали на шахтёров. В ходе драки один из штрейкбрехеров пырнул ножом одного из стачечников. После того, как штрейкбрехеры ушли, рабочие вернулись домой, чтобы залечить раны. Затем потерпевшие обратились в полицию, с большим трудом убедив представителей власти сопроводить их в Темперанс-хотел, в котором проживали штрейкбрехеры. Полиция арестовала потенциального убийцу, но отказалась задержать трёх остальных штрейкбрехеров, которые начали драку.
Когда в воскресенье 10 августа полицию стачечники попросили выполнять свои прямые обязанности, начальник полиции ответил, что лучше бы стачечникам возвращаться к работе, поскольку дело их провальное. 11 августа состоялось собрание стачечников, на котором бастующие работники решили, что они сами должны защищать себя, поскольку полиция совершенно ничего не делает. В течение получаса после сообщения об этом профсоюзном решении, начальник полиции выразил готовность арестовать тех троих итальянцев, что и было сделано.
Незадолго до полуночи в ночь на 11 августа 1913 года в Ледисмит на лодке было доставлено пять штрейкбрехеров, которые были пьяны. Их проводник сказал незадолго до высадки, чтобы те не вступали в контакт с кем либо, как только они высадятся, поскольку в городе сосредоточены значительные силы полиции, поэтому их сразу же арестуют. Бастующие шахтёры, как обычно, пикетировали, заметив пятерых незнакомцев, которые не отвечали на их вопросы. Поскольку отсутствие ответа было в данном случае удивило шахтёров, они последовали за незнакомцами до Темперанс-хотел, где были расквартированы штрейкбрехеры. Стачечники окружили это здание с двух сторон, что вызвало замешательство среди штрейкбрехеров, которые столпились у окон. Началась словесная перепалка между шахтёрами и штрейкбрехерами. Возле шахтёров было несколько мальчишек, которые стали кидать камни в окна. Затем кто-то из окна кинул зажжённую спичку, которая вызвала взрыв, в ходе которого загорелся забор, прилегающий к Темперанс-хотел. Вскоре толпа исчезла.
Когда толпа ещё стояла около Темперанс-хотел, штрейкбрехер Алекс Маккиннон шёл по улице в направлении этого здания. Увидев толпу, он поспешил домой. В два часа ночи небольшая группа стачечников подошла к домам, в одном из которых жил Маккинон. Произошёл ещё один взрыв, в ходе которого у Маккинона оторвало руку, поскольку в ней он прежде держал взрывчатое вещество, которое намеревался бросить на улицу.
Изначально Маккинон поддерживал стачку. Он получал 11$ из профсоюзной кассы. Затем он приобрёл жилое строение стоимостью 4 000$, и потребовал от американского профсоюза, чтобы ему выплачивали ещё 25$ в месяц. Ему отказали, поэтому он предал рабочее дело.
12 августа стачечники вошли в китайский квартал города, когда штрейкбрехеры шли на работу. Стачечники попытались убедить штрейкбрехеров присоединиться к стачке.
Тем временем в Нанаймо обстановка становилась всё более и более напряжённой. За несколько дней до 11 августа руководство компании Western Fuel провело встречу с теми рабочими, которых они считали колеблющимися, чтобы заставить этих работников вернуться к работе. Затем руководство стало распространять слухи о том, что свыше 200 человек возвращаются к работе. 11 числа рабочие собрались, чтобы убедить всех колеблющихся не срывать забастовку. Выяснилось, что около одиннадцати рабочих собрались на работу в сопровождении капиталистических прихвостней. Призывы присоединиться к стачке оказались напрасными, однако стачечники вместе с женщинами, которые поддерживали рабочее дело, дождались конца смены, чтобы провести воспитательную беседу со штрейкбрехерами. Народное негодование оказало огромное влияние на большую их часть, поэтому они выразили намерение о своём присоединении к стачке. Четверо из одной семьи отказались, поэтому они уехали домой на машине, в которой была полиция.
Стачечники собрались около окна дома этого семейства, чтобы убедить их в необходимости поддержать рабочее дело. Отец этого семейства подошёл окну с дробовиком, стал угрожать огнестрельным оружием. В ответ в него полетели камни, однако один из младших членов этого семейства отобрал у отца дробовик. Некоторые оконные стёкла были разбиты. Затем толпа разошлась, как только было обещано, что семейство поддержит стачку.
Утром 12 августа бастующие рабочие снова вышли на улицы. Только десятники по газу не оставили работу, поскольку им было разрешено работать, чтобы содержать шахты в исправности. В связи с отчаянными попытками капиталистов сорвать забастовку, стачечники попросили газовщиков прекратить работу. Последние отказались присоединиться к забастовке.
В конце смены состоялось рабочее собрание, на котором выступали парламентарий Шеферд и представитель капиталистов Стокетт. Последний заявил, что шахты будут уничтожены в результате возгорания, если ему не удастся заставить стачечников вернуться к работе. Ему ответили, что он получит 50 рабочих, если признает профсоюз шахтёров. Стокетт заявил, что ему бы хотелось встреться со стачечным комитетом, назначенным работниками, которых он нанял, 30 апреля. На это предложение было дано согласие, и на следующем собрании местного отделения профсоюза был назначен комитет, в который вошёл Фаррингтон, профсоюзный активист. Когда стачком пошёл в контору к капиталистам, Стокетт отказался принимать представителей рабочих, поскольку среди них был Фаррингтон.
На руднике в Саут-Веллингтоне в пяти километрах от Нанаймо капиталисты разместили пятерых штрекбрехеров в местечке под названием «загон для быков». Штрекбрехеры неоднократно доставали рабочих, поэтому вечером 12 числа они подошли к этому месту, чтобы убедить штрейкбрехеров уйти. Один из штрейкбрехеров взялся за топор во время спора, но был бит.
К утру 13 августа Джордж Хиллер, мэр Ледисмита, признал, что шести полицейских недостаточно, чтобы противостоять революционным рабочим, поскольку, по его мнению, рабочие массы уже контролировали город. Именно поэтому следующим шагом, согласно мнению мэра, было подавление выступлений рабочих силами ополчения. Поэтому в конце дня он и двое мировых судей, то есть Дениэл Николсон, железнодорожный инспектор и Джон Стюарт подготовили всю документацию, необходимую для осуществления задуманного плана. После полудня 13 августа репортёр из газеты Vancouver Sun задал вопрос генпрокурору Британской Колумбии. Генеральный прокурор ответил, что у него нет власти вводить ополчение в шахтёрские поселения. Однако в ходе развития событий он резко изменил своё мнение. 14 августа генеральный прокурор Баузер заявил, что 300 ополченцев отправились из Виктории в Нанаймо. В городе планировали ввести военное положение на следующий же день.
Баузер был совершенно некомпетентен в военных вопросах, поскольку Канадский артиллерийский гарнизон, который он хотел направить для подавления рабочих, едва насчитывал 100 человек, поскольку ополченцам платили плохо. К тому же Баузер нарушил законодательство, отправив ополчение без разрешения двух местных магистратов. Однако после размещения войск газета Vancouver Sun выяснила, что генпрокурор приказал Альберту Планта, бывшему мэру Нанаймо, и Джорджу Томпсону (бывшему работнику Дансмуира) составить и подписать прошение к нему, поэтому к ночи с 13 на 14 августа войска получили приказ выступать. Полковник Джон Холл, которому было поручено терроризировать рабочих, был возмущён тем, что генпрокурор Британской Колумбии нарушал законодательство доминиона.
Холл поставил под ружьё 5-й полк Британской Колумбии, Канадский артиллерийский гарнизон, который возглавил полковник Артур Карри, будущий участник мировой империалистической войны. Под ружьё был поставлен 88-й полк застрельщиков, полк Холла. Из регулярных войск было взято 50 королевских артиллеристов. Застрельщикам предоставили два пулемёта и 24 000 патронов. Войска выступили в 9:00 13 августа, получив только суточный паёк и 20 патронов. В 10:00 подполковник Александр Рой, командующий регулярными войсками, приказал Холлу ввести ополченцев в зону стачки. Таким образом, дикие орды ополченцев под командованием пьяницы Холл общей численностью в 1 000 человек выдвинулись подавлять забастовку.
На острове активно действовали анархисты. Так, провокатор-анархист Роджер Госден, местный анархист, представитель «Индустриальных рабочих мира». Госден учил «некоторых личностей», как использовать адские машины. По всей видимости, взрыв на шахте в районе Ледисмита-Экстеншена организовали те же люди, однако следствие это не установило
На Ванкувер Роберт Госден отправился как только вышел из тюрьмы. На острове Ванкувер он занимался революционной агитации, призывая сплотиться вокруг «Индустриальных рабочих мира». В этот период Госден яростно защищает тактику саботажа.
В среду 13 августа стало известно, что из Ванкувера в Нанаймо прибудет двадцать три полисмена. Это известие очень разозлило шахтёров, поскольку они не видели причины этого. Когда полицейские высадились на берег, они были изгнаны революционно настроенными рабочими. Один из полисменов по имени Тейлор вытащил пистолет. Данное действие только ухудшило обстановку. Тогда раздражённый рабочий по имени Гриффитс встал перед полицейским и стал провоцировать его. Более уравновешенные рабочие, осознавая степень опасности, попытались отвести Тейлора обратно на судно. В свою очередь Тейлор стал сопротивляться, поэтому получил пару синяков. Затем стачечники послали сообщение прокурору Баузеру, в котором говорилось, что если полиции на острове не будет, то они будут соблюдать общественные нормы поведения. 15 августа прокурор официально заявил, что на остров Ванкувер прибудет отряд полиции размеров 1 000 человек.
Тем временем шахтёры Экстеншна, засевшие на руднике, подверглись нападению штрейкбрехеров, в ходе которых штрейкбрехеры стали оскорблять женщин. Капиталисты воздвигли прожектор, который был направлен на здания, в которых засели стачечники. Им показалось, что их хотят прогнать с рудника, тогда они решили посетить «загон для быков». Рабочие понимали, что продвигаться к логову предателей нужно осторожно, поэтому стачечники вооружились. По мере продвижения к логову штрейкбрехеров они встречали семьи штрейкбрехеров, которые бежали от опасности. Как только рабочие приблизились к логову, по ним был произведён залп, поэтому они были вынуждены спрятаться в укрытии. Вскоре кто-то, скрывшись в шахте, застрелил рабочего Бакстера. Как только шахтёры Нанаймо услышали о трагедии, они поспешили на место происшествия. В логове предателей загорелись лачуги. Однако было установлено, что возгорание произошло до прибытия бастующих шахтёров Штрейкбрехеры продолжили палить из ружей, и в полночь 13 августа толпа разошлась.
Утром 14 августа на остров из Ванкувера прибыл отряд ополчения, состоящий из 300 человек. Отряд высадился в Дипатче-бей, к северу от Нанаймо. В общей сложности ополченцы пробыли на острове около двух недель. Отряд был составлено из шести полков ополчения Британской Колумбии. Они разместились в Нанаймо, недалеко от почты. Позже отряд ополчения дошёл до Экстеншна, чтобы выкурить штрейкбрехеров из шахты и спасти оставшихся женщин и детей. В этом деле им помогали стачечники. Стачечника, который вёл ополченцев в шахте позже арестовали за то, что он помогал найти ополченцам старого предателя. В ходе этого предприятия один человек был тяжело ранен. Позже к каждому руднику приставили ополченцев и полисменов. Кто-то пустил слух о беспорядках в Камберленде, поэтому туда направили подкрепление, хотя там и так было немало полицейских.
В это время буржуазная пресса материка стала писать клевету про рабочих. Сообщалось, что мосты на острове сожжены, многие здание сожжены, а железнодорожная техника разобрана на части.
17 августа был арестован один из местных профсоюзных лидеров Тейлор, который по дороге в Виктории, где он должен был выступить на митинге Федерации труда с докладом о злоупотреблениях провинциальных властей, получил телеграмму якобы от местной федерации профсоюзов. В телеграмме его просили остановиться в Дункансе. Здесь он был арестован полицией, которая подделала телеграмму.
В понедельник 18 августа было объявлено, что спортклубе в Нанаймо пройдёт собрание, чтобы рассмотреть предлагаемое соглашение между компанией Vancouver and Nanaimo Coal Co и руководством американского профсоюза нового типа. Первый этаж в здании на 15-20 футов ниже уровня улицы, на которую выходит парадная сторона данного спортклуба. Задняя дверь является широкой и двустворчатой. Передние двери расположены с каждой стороны главного входа. Необходимо спуститься по лестнице, чтобы войти. Основная часть холла не является очень большой, так как места зрителей расположены в виде ярусов в трёх углах зала. Самая высокая ложа расположена почти на одном уровне с главным входом. Собрание началось в 7:30 вечера. В здании спортклуба собралось около 1 200 человек. Через некоторое время здание клуба атлетов окружили войска под командованием полковника Холла. Войска построились пустым квадратом, заблокировов все двери спортклуба. Около двустворчатой двери сзади холла был поставлен пулемёт. Около 9 часов вечера полковник послал за председателем собрания. Когда председатель собрания вышел, ему угрожали применением огнестрельного оружия. Полковник сказал, что рабочие должны разойтись в течение двух минут. Если они будут медлить, то войска их выгонят пулями и штыками. Рабочие приготовились заканчивать с собранием и расходиться по домам. Полковник сказал, что они могли бы закончить работу в течение часа. Позже он пожелал выступить на собрании. Когда ему было предоставлено слово, он сказал, что рабочие должны продолжить свёртывать свою работу, и что он очень утомлён, поэтому собирается пойти спать. У рабочих сложилось впечатление, что этот господин лукаво посматривал в сторону красного вина.
Во время собрания Алекс Уотчман, член исполкома Федерации труда Британской Колумбии, находясь в Нанаймо в связи с арестом профсоюзного активиста Тейлора, решил пойти в клуб атлетов, чтобы отыскать толкового представителя шахтёров. Приближаясь к клубу, он встретил войска, преградившие ему дорогу. Ополченцы стали его крыть. Уотчман стал их уговаривать, но тут подошёл унтер-офицер, сказавший, что скоро здесь будут танцы, и им предстоит сыграть. Когда собрание закончилось, шахтёры, проголосовавшие за соглашение с компанией, под руководством полиции и ополчения были выведены из здания гуськом, отрядами в десять человек. Их с двух сторон окружали ополченцы. Повели их до здания суда. Здесь была установлена личность каждого рабочего. Всех их тщательно обыскали. Некоторых из них арестовали. Остальных поместили под стражу, выгнав из здания суда. В общей сложности 43 работника были задержаны, тогда как остальных отпустили в 2 часа ночи..
В клубе атлетов полиция искала закладки оружия под полом. Спортивные залы были опечатаны, а весь их инвентарь конфискован. Всё это делалось, чтобы расстроить «заговор» рабочих. Согласно сообщениям прессы, под домом профсоюзов в Ледисмите был обнаружен склад с оружием, которое якобы заготовили рабочие. Однако Ледисмиту удалось избежать волны арестов, поскольку рабочего собрания там не проводилось. Однако около 1:30 19 августа полиция вместе с ополчением прошлась по домам шахтёров, чтобы арестовать их. Среди них был Сэм Гатри, председатель местного отделения профсоюза. Гатри сделал многое для того, чтобы не было столкновений с предателями. Был арестован социалист Джон Плейс, который был обвинен в присвоении оружия полицейского Тейлора.
Военное положение в регионе не было введено, однако солдаты обыскивали поезда, чтобы найти оружие. Все граждане, совершающие путешествие до Нанаймо морем, были подвергнуты тщательному обыску. Было невозможно отправить телеграмму или позвонить по телефону без разрешения военного управления. Военной цензуре были подвергнуты также газеты. В общей сложности было арестовано 179 шахтёров, которым не разрешили выйти на свободу под залог.
В начале сентября 1913 года компания The Vancouver and Nanaimo Coal, самая малая и самая слабая из компания, начала свою работу, поскольку договорилась со своими рабочими, согласившись на все их требования.

###### Судебное разбирательство
На предварительных слушаниях Нанаймо публика имела возможность увидеть, как местный чиновник Симпсон неоднократно уходил в комнату для судей в сопровождении прокурора Шебберна, каждый раз не зная, какой курс выбрать.

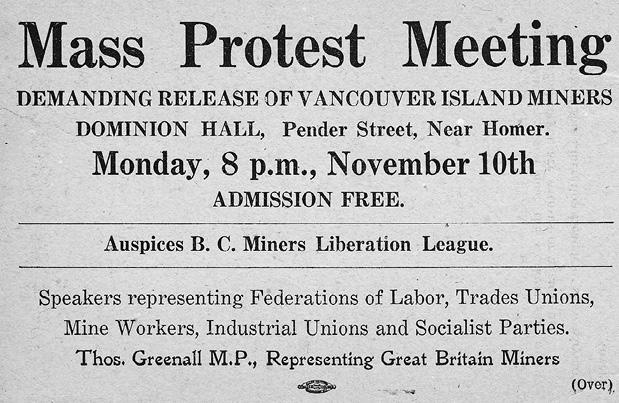
Почтовая карточка с уведомлением о митинге, организованном Лигой освобождения шахтёров.

Тем временем руководство Федерации труда Британской Колумбии делало приготовления для демонстрации на Арена-ринк. Эта демонстрация, по замыслу руководства федерации должна была состояться в четверг 21 августа, однако Ванкуверский трудовой и профессиональный совет не принял участия в митинге, поэтому он не имел такого эффекта, который ожидался руководством федерации. На митинге выступал Джордж Петтигрю, шахтёр и прогрессивный профсоюзный активист, член американского профсоюза шахтёров нового типа. Также слово было дано господину Ходжкинсону, коммерсанту из Нанаймо. Позже его арестуют по дороге в Нанаймо за сказанное им на митинге. Петтигрю также арестуют буржуазные шавки, когда этот выдающийся человек будет вести профсоюзное пособие для стачечников шахты Скваш, принадлежащей компании Pacific Coal Company в Соинтулу.
Федерация труда продолжила митинг, внеся предложение о всеобщей стачке в 48 часов на всеобщее обсуждение. Предложение было отвергнуто на митинге Ванкуверского трудового и профессионального совета. Господин Фаррингтон заявил, что «только дураки могли не сдержаться, и эти дураки гниют за решеткой».
Заявление Фаррингтона полиция восприняла в качестве существенного знака, говорящего о том, что американский профсоюз нового типа не будет бороться за освобождение героев стачки из тюрьмы, поэтому, когда Джордж Петтигрю возвращался из Соинтулы в Нанаймо в воскресенье ночью, которая последовала за митингом Ванкуверского профессионального и трудового совета, его тут же арестовали, хотя за две недели до официального заявления Фаррингтона они не решились этого сделать.
По мнению шахтёров, Фаррингтон предал рабочее дело, призвав стачечников прекратить борьбу. Этот призыв существенно подорвал авторитет этого профсоюзного лидера.
Местный профсоюз шахтёров привлёк на свою сторону фирму Bird, Darling & Leighton вместе с мистером Фаррисом из Killam & Farris, чтобы поддержать рабочих материально. Некоторые люди из Нанаймо, зная, что этот адвокат очень занят создали кассу помощи рабочим, в которую мистер Фиддикс из саут-Веллингтон пожертвовал 2 000 долларов для того, чтобы наняли дополнительного адвоката. К делу привлекли мистера Рубиновица из Ванкувера. Vancouver-Nanaimo Coal Co, компания, управляющая шахтой Джингл-пот, заключила договор с местным отделением профсоюза. По совету своего адвоката некоторые шахтёры решили ускорить судебное разбирательство. Суд должен был состояться в октябре. Однако, вопреки ожиданиям, для рассмотрения дел был приглашён судья Хоуэй из Нью-Вестминстера. Среди голосовавших за ускорение судебного разбирательства были Тейлор и Гатри. За день или около того до самого суда адвокат, представляющий интересы рабочих, пришёл к ним, попытавшись убедить их признать свою вину. Работники отвергли это предложение, поскольку, по мнению Гатри, в подобном случае их ждало бы суровое наказание. Им сообщили, что была достигнута договорённость прокурором. Согласно этой договоренности преступление рассматривалось бы как техническое, поэтому Гатри согласился признать вину точно так, как и остальные.
Когда отбирали присяжных для следующего дела, репортер из газеты the World услышал, как один из присяжных заседателей высказал намерение приговорить Гудвина к тюремному заключению без рассмотрения свидетельств. Затем коллегия присяжных заседателей, и дела были переданы в ведомство специальных ассизов.
Тем временем в Ванкувере была образована Лига освобождения шахтёров. В эту организацию вошли члены разного рода профсоюзных организаций Британской Колумбии. Целью организации стала защита стачечников от уголовного преследования, смягчение переговоров тем стачечникам, которые уже стали подсудимыми.
Под суд были отданы в общей сложности около тридцати человек. Им дали от девяти месяцев до двух лет. Тем, кому дали девять месяцев, получили дополнительное наказание. Гатри и Тейлор были среди тех рабочих, которые получили два года. Первым делом было дело Ричарда Гудвина, который обвинялся в нападении на сотрудника полиции, которое произошло ночью 19 июля 1913 года. Его признали виновным, приговорили к девяти месяцам тюремного заключения.
10 ноября 1913 года состоялся митинг, организованный всеми рабочими организациями Британской Колумбии. На этом митинге выступили лидеры Социалистической партии Юджин Кингсли и Джек Кавана вместе с Дж. Вилкинсоном, председателем Ванкуверского трудового и профессионального совета. На этом митинге Госден произнёс «пламенную речь», по мнению газеты BC Feferationist.
Массовый митинг был проведён в Доминион-билдинг в Ванкувере 10 ноября в поддержку арестованных шахтёров. На этом митинге было принято решение о требовании освободить арестантов. Подобного рода митинги прошли в Виктории, Эдмонтоне и других городах доминиона. Вслед за митингом в Доминион-холле власти разрешили отпустить большую часть шахтёров под залог. Однако пяти шахтёром не удалось выйти под залог. Среди них был профсоюзный активист итальянского происхождения Джо Анджело. 14 ноября перед судом предстал Крис Паттисон, профсоюзный активист, ранее приговорённый к трём месяцем заключения магистратом Симпсоном. Он предстал перед судьёй Баркером в Нанаймо. Его обвиняли в бродяжничестве, поскольку утверждалось, что он сказал «бу» полицейскому. Было вынесено решение о прекращении дела.
Джорджу Петтигрю не дали возможности внести залог, поэтому он содержался под стражей два месяца. В этот период его жена родила ребёнка. Во время процесса его приговорили к тому же сроку, который он уже просидел в тюрьме, поэтому Петтигрю был выпущен на свободу.
Под суд был отдан Исаак Портри, который обвинялся в участии в беспорядках в Ледисмите. Во время этого процесса признательные показания тридцати-девяти шахтёров были использованы против них. Во время этого процесса буржуазный судья Моррисон, нахватавшийся взяток от местных «угольных» королей, осыпал проклятиями интернациональный профсоюз. Он объявил свидетелей, симпатизирующих рабочему делу, клятвопреступниками. Моррисон поручил суду присяжных признать свидетелей, защищавших рабочих, виновными. Одиннадцать из четырнадцати свидетелей были признаны виновными.
15 декабря 1913 года начался процесс десяти шахтёров, в числе которых был и председатель местного отделения тред-юниона. Шахтёры обвинялись в участии в беспорядках и в нанесении ущерба собственности в Саут-Веллингтоне. Дело было передано на рассмотрение суда присяжных.

### Прибытие мамаши Джонс в 1914 году
В июне 1914 года остров Ванкувер посетила профсоюзная активистка мамаша Джонс. Две тысячи ванкуверских шахтёров второй год боролись против жестокой эксплуатации. Профсоюзные лидеры острова решили позвать эту профсоюзную активистку для того, чтобы вдохновить рабочих на продолжение борьбы против капиталистов. Мамаша Джонс совершила очень длинную поездку из Сиэтла в Викторию. При посадке на пароход, отплывающий в Викторию, канадская иммиграционная служба не допустила её до парохода, однако Джонс не сдалась. Она написала министру труда США Уильяму Уильсону, который ранее являлся лидером "Объединённых шахтёров Америки". Уилсон написал в Оттаву, и на следующий день мамаша Джонс села на пароход.

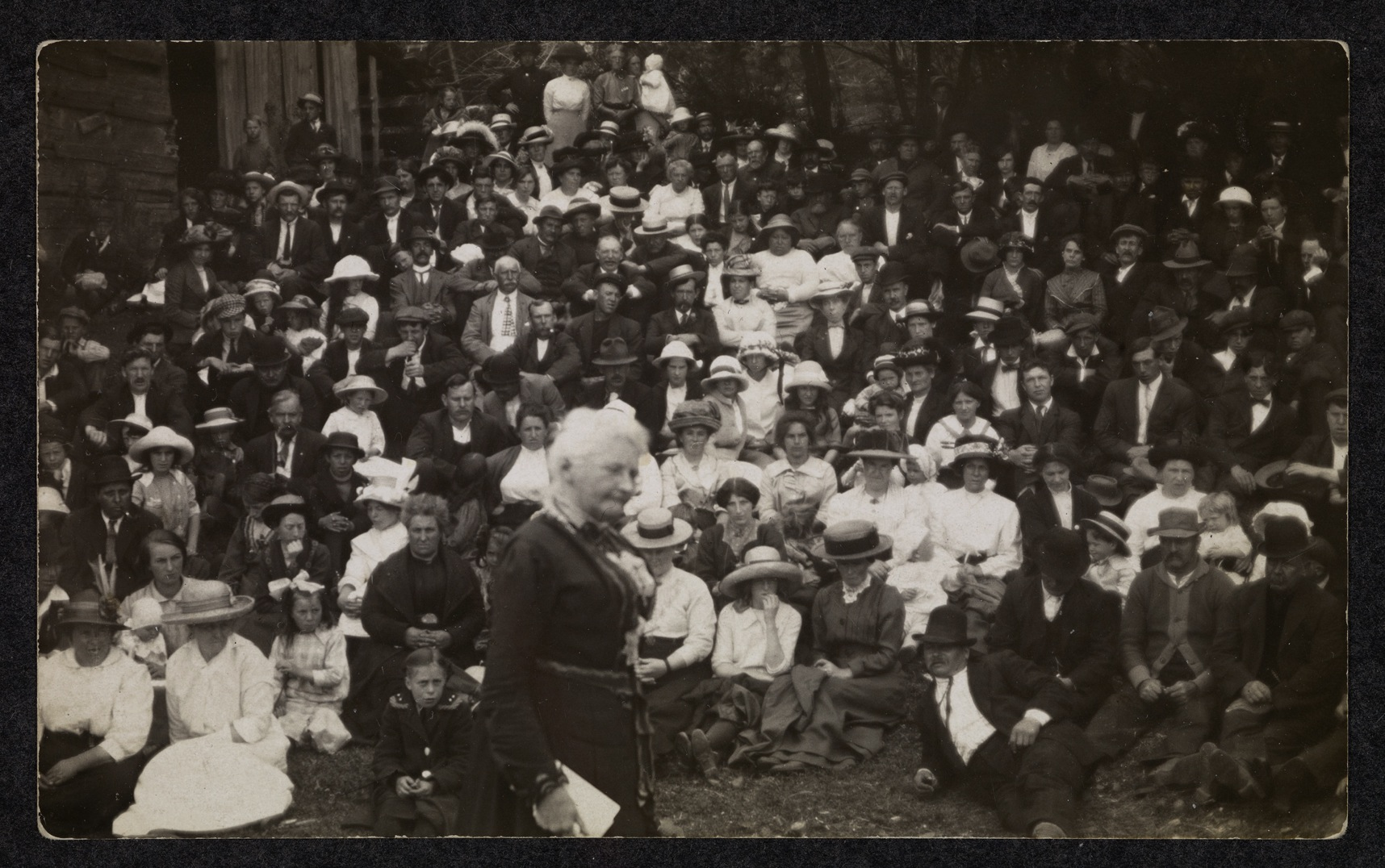
Мамаша Джонс выступает перед бастующими рабочими на митинге. 1914 год

Харрис выступала на митингах в Виктории. В Нанаймо Мэри Харрис встретили очень радушно. Мамаша Джонс выступала на митинге ночью. Она передала пламенный привет ванкуверским шахтёрам от колорадских стачечников. Затем мамаша Джонс посетила Ледисмит и Экстеншн. Свой визит в Британскую Колумбию она завершила произнесением пламенной речи в Лейбор-Темпл в Ванкувере. Речь Харрис содержала призыв к всеобщей стачке для победы рабочего класса.

### Окончание стачки
Поскольку борьба между группировками империалистических государств в Европе обострилась, все попытки Лиги по защите прав шахтёров организовать 48-часовую стачку провалились. В июле 1914 года американский профсоюз прекратил выплачивать стачечникам пособие из-за нехватки денежных средств, поэтому через две недели после начала Первой мировой войны рабочие проголосовали за возвращение к работе. 

## Причины поражения стачечников
Среди рабочих острова имели привилегированное положение лицензированные шахтёры, труд которых был очень сложен, поэтому заменить их предателями было нельзя. Их господство распространялось и на другие профессии. Однако их позиции были существенно ослаблены введением передовой техники и введением «контрактной системы», согласно которой рабочие приписывались к определённым участкам, поэтому наёмный работник мог нанимать себе помощника по своему усмотрению. Привилегированная верхушка рабочего класса имела свои цеховые узкопрофессиональные тред-юнионы.
Рабочие потерпели поражение в том числе и по причине бездеятельности импоссибилистов-сектантов из Социалистической партии Америки. Руководитель партии Кингсли считал экономическую борьбу непродуктивной.

## Последствия
15 августа 1914 года было достигнуто двустороннее соглашение, согласно которому профсоюз шахтёров признан не был, однако, согласно достигнутым договорённостям, работников никто не был в праве подвергать дискриминации из-за их участия в профсоюзной деятельности. 
В 1914—1915 годах спрос на уголь, добываемый на острове Ванкувер, значительно упал, что стало причиной массовой безработицы, поэтому капиталисты наплевали на статьи соглашения с работниками, в которых говорилось о невозможности дискриминировать участников профсоюза, поэтому местная ячейка профсоюза «Соединённые шахтёры Америки» снова развалилась.
Стачка оказало огромное влияние на становление последовательно революционного мировоззрения шахтёров острова. Предатели рабочего класса доносили своим хозяевам-кровопийцам, что даже «здравомыслящие» рабочие англо-саксонского происхождения проклинали Гомперса и Митчелла. По мнению агентуры, нужны были годы, чтобы вытравить все светлые революционные идеи из умов революционных рабочих. Предатели отмечали, что, по их мнению, рабочие долго боролись потому, что они впитали социалистические идеи.

## Память
В декабре 2020 года в Нанаймо некоммерческой организацией «Рабочее наследие Британской Колумбии» (англ. BC Labour Heritage) была установлена памятная табличка, посвящённая героической борьбе рабочего класса за свою свободу.

### Первичные источники
- Kavanagh, J. The Vancouver Island Strike. — Vancouver, B. C: B. C. Miners' Liberation League, 1913.
- The Labour Gazette. The Journal of the Department of Labor. Vol XIII.July 1902—June 1903. — Ottawa: S. E. Dawson, 1903.
- The Labour Gazette. The Journal of the Department of Labor. Vol XIII.July 1904-June 1905. — Ottawa: S. E. Dawson, 1905.
- The Labour Gazette. The Journal of the Department of Labor. Vol XIII.July 1912—June 1913. — Ottawa: C. H. Parmelee, 1913.
- Price, Samuel. Report of Royal Comission on Coal Mining Disputes on Vancouver Island. — Ottawa: Government Printing Bureau, 1913.
- Jones, Mother. Autobiography of Mother Jones. — Chicago: Chicago, C.H. Kerr & Co, 1925. — 242 с.
- Харди, Дж. Те бурные годы:Воспоминания о борьбе за свободу на пяти континентах. — Москва: Изд-во иностр. лит., 1957. — 318 с.

### Вторичные источники
- Gardner, S. L. Coal Resources and Coal Mining on Vancouver Island. — Campbell River, British Columbia: Gardner Exploration Consultants, 1999. — 98 с.
- Wargo, A. J. The Great Coal Strike: The Vancouver Island Coal Miners' Strike, 1912-1914. — Vancouver, B. C: University of British Columbia, 1988. — 158 с.
- Mcintosh, R. G. Boys in the Pits: Child Labour in Coal Mines. — McGill-Queen's University Press, 2000. — 352 с.
- Hinde, J. When Coal Was King: Ladysmith and the Coal-Mining Industry on Vancouver Island. — McGill-Queen's University Press, 2003. — 288 с.
- Seager, A. Socialists and Workers. The Western Canadian Coal Miners, 1900-21 // Labour/Le Travailleur. — 1985. — Т. 16.
- Schade, D. C. A Militia History of the Occupation of the Vancouver Island Coalfields, August 1913 // BC Studies. — 2014. — № 182: The Great War: Summer 2014.
- J. Norris. The Vancouver Island Coal Miners, 1912-1914: A Study of an Organizational Strike // BC Studies. — 1980. — № 45.
- Orr, A. D. Western Federation of Miners and the Royal Commission on Industrial Disputes in 1903 with special reference to the Vancouver Island coal miners' strike. // University of British Columbia. — 1968.
- John R. Hinde. "STOUT LADIES AND AMAZONS:" Women in the British Columbia Coal-Mining Community of Ladysmith, // BC Studies. — 1997. — № 114.
- Leier, M. Portrait of a Labour Spy: The Case of Robert Raglan Gosden, 1882-1961 // Labour/Le Travailleur. — 1998. — Т. 42. — С. 55—84.